# Andrine Tomter
Andrine Tomter (Drøbak, 5 febbraio 1995) è una calciatrice norvegese, difensore del Rosenborg.

## Carriera

### Club
Tomter comincia la sua attività agonistica tesserandosi per la società polisportiva Drøbak/Frogn, giocando con i maschietti nelle formazioni giovanili di calcio fino ai 13 anni, quando si trasferisce al Kolbotn per continuare la carriera in una squadra interamente femminile. Dopo aver giocato nelle formazioni giovanili, dal 2011 viene aggregata alla prima squadra che disputa la Toppserien, livello di vertice del campionato norvegese femminile di calcio, debuttando il 9 aprile di quell'anno, nell'incontro casalingo perso con il Røa 4-0. Alla sua prima stagione matura 16 presenze, delle quali 15 in campionato e una in Coppa di Norvegia, contribuendo a far raggiungere alla squadra il terzo posto in classifica nel primo e le semifinali nella seconda, risultati che rimarranno i migliori nel periodo della sua permanenza. Rimane legata alla società del centro dell'allora comune di Oppegård per altre quattro stagioni, con la squadra sempre in grado di posizionarsi sempre nella parte alta della classifica in campionato e arrivando a disputare tre quarti di finale in Coppa.
Nel dicembre 2015 decide di trasferirsi, sottoscrivendo un contratto triennale con le vicecampionesse dell'Avaldsnes, tuttavia rimane legata alla sua nuova squadra per una sola stagione e mezza. Nel campionato 2016 le biancorosse contendono il titolo al LSK Kvinner per tutta la durata del torneo, riuscendo a classificarsi solo seconde, avversarie che le eliminano anche in Coppa già ai quarti di finale. sempre in quella stagione Tomter ha l'occasione di debuttare per la prima volta in UEFA Women's Champions League, il 28 agosto 2016, in occasione del primo incontro dei preliminari di qualificazione della stagione 2016-2017, nell'incontro vinto 11-0 sulle campionesse nordirlandesi del Newry City. In quell'occasione scende in campo in tutti i cinque incontri disputati dalla sua squadra, i tre della fase preliminare, dove concludendo al primo posto del gruppo 8, accede ai sedicesimi di finale, ma dovendo qui arrendersi alla superiorità delle francesi dell'Olympique Lione, campionesse d'Europa in carica.
Nell'agosto 2017 decide di cogliere l'opportunità di disputare il suo primo campionato estero, quello dei Paesi Bassi, sottoscrivendo un contratto annuale con il Twente e giocare così in Eredivisie, massimo livello del campionato olandese. In campionato condivide con le nuove compagne il primo posto nella stagione regolare, chiuso con 4 punti più delle inseguitrici dell'Ajax, tuttavia la squadra di Amsterdam riesce nei play-off a superare il Twente in entrambi gli scontri diretti e a bissare il titolo di Campione per la seconda volta consecutiva.
Scaduti i termini del contratto, nell'agosto 2018 Tomter fa ritorno in patria, firmando un accordo con il Vålerenga.

### Nazionale
Tomter inizia a essere convocata dalla federcalcio norvegese (Norges Fotballforbund- NFF) fin da giovanissima per indossare le maglie della nazionale, esordendo nella formazione Under-15 e proseguendo nelle successive categorie giovanili negli anni seguenti. Dopo 12 presenze e quattro reti con la Under-16 nel periodo 2010-2011, l'anno successivo debutta sia in Under-17 che in Under-19 disputando incontri amichevoli con la prima e i primi trofei ufficiali UEFA con la seconda, le qualificazioni all'Europeo di Galles 2013. Condivide il percorso con le compagne, interposto dalla partecipazione al Torneo di La Manga del 2013, ottenendo l'accesso alla fase finale marcando due presenze in ognuna delle due fasi di qualificazione. In Galles la sua nazionale non riesce tuttavia a superare la fase a gironi, conclusa al terzo posto del gruppo B, fase dove Tomter gioca le due ultime partite del girone, quella persa 1-0 con la Finlandia e quella vinta per 5-0 sulla Svezia.
Jarl Torske, il tecnico che già l'aveva convocata a Galles 2013, la riconferma anche per l'Europeo casalingo 2014, dove in questo caso la sua nazionale, classificandosi al primo posto del gruppo A, a pari punti (7) con i Paesi Bassi, che si aggiudicheranno alla fine il torneo, ma con migliore differenza reti, supera la fase a gironi ma conclude la sua corsa in semifinale, battuta 2-0 dalla Spagna. Tomter viene impiegata in tutti i quattro incontri giocati dalla sua nazionale, giocando con le spagnole la sua ultima partita in U-19 e portando a 19, tra amichevoli e incontri ufficiali, le presenze totali.
Nel frattempo, a inizio 2014, fa il suo debutto anche in nazionale maggiore, chiama dal commissario tecnico Even Pellerud nel tour di amichevoli giocate a La Manga del Mar Menor, nell'incontro vinto 2-1 con la Spagna il 14 gennaio. In seguito Pellerud continua a concederle fiducia convocandola in occasione dell'edizione di quell'anno dell'Algarve Cup, dove scende in campo in tutti i quattro incontri della sua nazionale, e delle qualificazioni al Mondiale di Canada 2015, dove gioca la sua prima partita ufficiale il 18 giugno, nel gruppo 5, vittoriosa per 2-0 sul Portogallo, prima di confermare l'accesso alla fase finale. La sua convocazione al Mondiale è compromessa da un grave infortunio che costringe Pellerud a non inserirla in rosa, tuttavia il nuovo CT Roger Finjord la riconvoca in nazionale nel corso delle qualificazioni all'Europeo dei Paesi Bassi 2017. Con la panchina della nazionale affidata allo svedese Martin Sjögren Tomter vede le ultime convocazioni, prima all'Algarve Cup 2017, poi alle qualificazioni al Mondiale di Francia 2019, scendendo in campo per l'ultima volta con la nazion ale giocando uno scampolo di partita nella vittoria del 15 settembre 2017 per 4-1 sulle avversarie dell'Irlanda del Nord.

## Palmarès

### Club
- Campionato norvegese: 1

Vålerenga: 2020
- Coppa di Norvegia: 2

Vålerenga: 2020, 2021